# Sân bay quốc tế Ufa
Sân bay quốc tế Ufa (tiếng Nga: Международный аэропорт Уфа) (IATA: UFA, ICAO: UWUU) là sân bay ở Ufa, thủ phủ Bashkortostan, Nga.
Đây là sân bay lớn nhất ở Cộng hòa Bashkortostan.
Năm 2007, sân bay này đã phục vụ 1.180.000 lượt khách.

## Các hãng hàng không và các tuyến điểm
- Aeroflot (Moscow-Sheremetyevo)
- Azerbaijan Airlines (Baku, Novy Urengoy)
- Kogalymavia (Kogalym)
- Komiinteravia (Syktyvkar)
- Lufthansa (Frankfurt)
- Rossiya (St. Petersburg)
- S7 Airlines (Moscow-Domodedovo)
- Turkish Airlines (Istanbul-Atatürk) [bắt đầu năm 2008]
- Ural Airlines (Ekaterinburg)
- Yamal Airlines